# Каузер, Петер
Петер Каузер (словен. Peter Kauzer, род. 8 сентября 1983, Трбовле, Словения) — словенский каякер, двукратный чемпион мира, пятикратный чемпион Европы. Участник Олимпийских игр 2008 и 2012 годов.
На Церемонии открытия летних Олимпийских игр 2012 был знаменосцем команды Словении.

## Карьера
На Олимпийских играх в 2008 году он выступил в соревнованиях среди мужчин на байдарке-одиночке, где не смог пройти в финал, оказавшись в полуфинале на 13 месте.
На Олимпийских играх в Лондоне он также выступил в соревнованиях среди мужчин на байдарке-одиночке, где пройдя в финал, занял 6 место.